# KwaZulu-Natal
Le KwaZulu-Natal (souvent connu tout simplement comme le KZN) est une province de l'Afrique du Sud. Il représente une fusion de l'ancienne province de Natal avec le bantoustan zoulou de KwaZulu.
Deuxième province la plus peuplée de l'Afrique du Sud (avec environ 11,1 millions d'habitants en 2016), le KZN est surnommée « la province jardinière » et est très largement zouloue.
Elle s'étend de l'Eswatini et du Mozambique jusqu'au Cap-Oriental au sud. Dans l'intérieur, le KZN est limitrophe du Lesotho et des provinces de l'État libre et du Mpumalanga. Il subsiste une monarchie zouloue dans la province.

## Toponymie
Le nom de KwaZulu-Natal est l'adjonction de KwaZulu, qui signifie « pays des Zoulous » ou « lieu du peuple du ciel », et de Natal, nom donné à cette partie du monde par Vasco de Gama qui naviguait au large des côtes durant la période de Noël 1497.

## Géographie
Les monts du Drakensberg (les « montagnes du Dragon » en afrikaans ou uKhahlamba en zoulou) traversent la région. Le parc classé sur la liste du patrimoine mondial protège la faune, la flore et les nombreux vestiges archéologiques locaux. L'un des plus beaux panoramas de la région est très certainement l'Amphithéâtre.
La province compte aussi avec la prestigieuse réserve d'Hluhluwe-Umfolozi.

### Villes majeures
Durban et Pietermaritzburg sont les pôles urbains principaux. D'autres villes notables sont : Empangeni, Kokstad, Ladysmith, Newcastle, Port Shepstone, Richards Bay, KwaDukuza, Tongaat, Ulundi, et Vryheid.

## Histoire
En 1970, ce qui subsiste de l'ancien Royaume zoulou est intégré dans le bantoustan appelé Zululand puis KwaZulu, dans le cadre de la politique de l'apartheid. La région est dirigée par Mangosuthu Buthelezi, prince zoulou, fondateur en 1975 du Parti Inkatha de la liberté (IFP), avec l'approbation du Congrès national africain (ANC), mais qui, à partir de 1980, se veut initialement une alternative modérée à celui-ci.
Des affrontements sanglants ont par la suite opposé les partisans de l'IFP et de l'ANC dans les années 1990,, alors que l'IFP perdait progressivement de son influence.

## Démographie
Par groupe ethniques en 2011 :
- Noirs : 86,81 %
- Asiatiques et Indiens : 7,37 %
- Blancs : 4,18 %
- Coloureds : 1,38 %
- autres : 0,26 %

Par langue maternelle en 2011 :
- zoulou : 77,82 %
- anglais : 13,17 %
- xhosa : 3,36 %
- afrikaans : 1,59 %

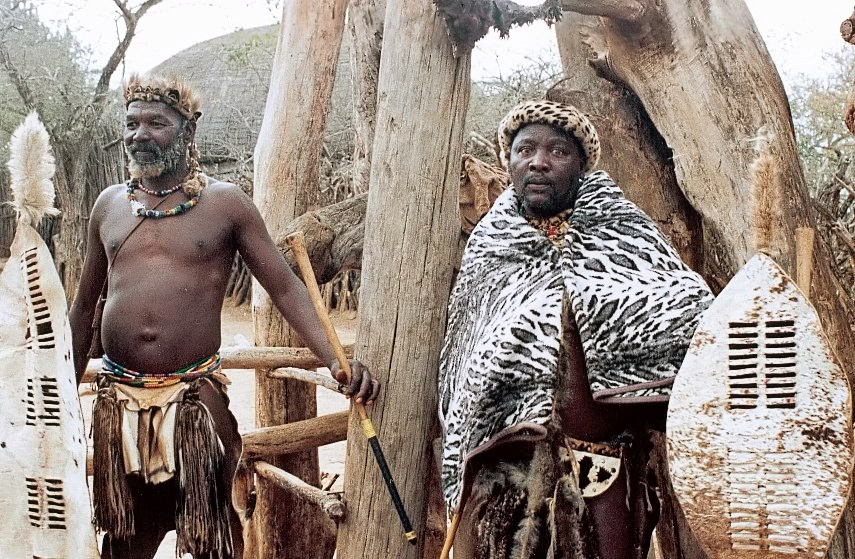
Zoulous du Natal en habit traditionnel.

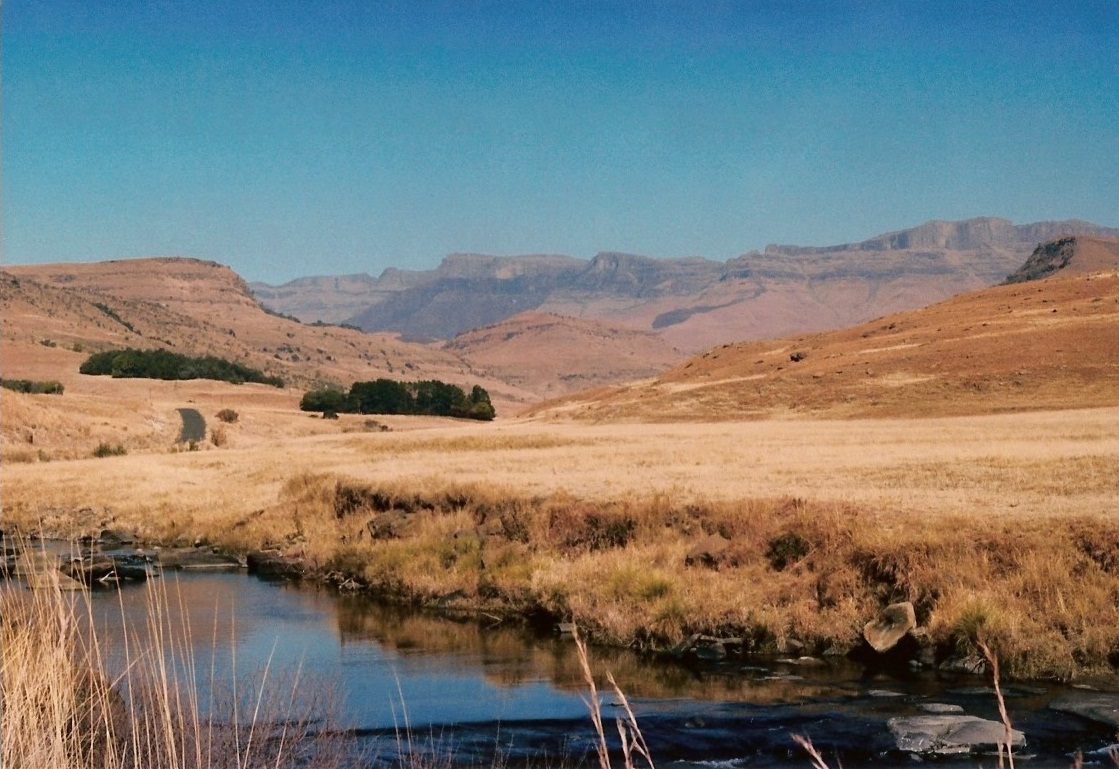
Paysages du Drakensberg en hiver.

- ndébélé du nord et ndébélé du sud : 1,10 %
- sesotho : 0,78 %
- autres : 0,76 %
- tswana : 0,51 %
- langue des signes : 0,48 %
- sepedi : 0,20 %
- tsonga : 0,09 %
- swati : 0,08 %
- venda : 0,04 %

## Politique et administration

### Gouvernement provincial
Le gouvernement provincial de KwaZulu-Natal siège à Pietermaritzburg.
| Portrait                                                           | Identité                          | Période         | Période            | Durée                     | Étiquette                   |
| Portrait                                                           | Identité                          | Début           | Fin                | Durée                     | Étiquette                   |
| ------------------------------------------------------------------ | --------------------------------- | --------------- | ------------------ | ------------------------- | --------------------------- |
| Pas de portrait sous licence libre disponible pour Frank Mdlalose. | Frank Mdlalose (en) (1931 - 2021) | 11 mai 1994     | 1er mars 1997      | 2 ans, 9 mois et 18 jours | Parti Inkatha de la liberté |
| Ben Ngubane                                                        | Ben Ngubane (en) (1941 - 2021)    | 1er mars 1997   | 9 février 1999     | 1 an, 11 mois et 8 jours  | Parti Inkatha de la liberté |
| Pas de portrait sous licence libre disponible pour Lionel Mtshali. | Lionel Mtshali (en) (1935 - 2015) | 10 février 1999 | 23 avril 2004      | 5 ans, 2 mois et 13 jours | Parti Inkatha de la liberté |
| Pas de portrait sous licence libre disponible pour S'bu Ndebele.   | S'bu Ndebele (en) (né en 1948)    | 23 avril 2004   | 6 mai 2009         | 5 ans et 13 jours         | Congrès national africain   |
| Zweli Mkhize, 9 août 2011.                                         | Zweli Mkhize (en) (né en 1956)    | 6 mai 2009      | 1er septembre 2013 | 4 ans, 3 mois et 26 jours | Congrès national africain   |
| Pas de portrait sous licence libre disponible pour Senzo Mchunu.   | Senzo Mchunu (né en 1958)         | 22 août 2013    | 23 mai 2016        | 2 ans, 9 mois et 1 jour   | Congrès national africain   |
| Pas de portrait sous licence libre disponible pour Willies Mchunu. | Willies Mchunu (en), (né en 1948) | 25 mai 2016     | 27 mai 2019        | 3 ans et 2 jours          | Congrès national africain   |
| Sihle Zikalala                                                     | Sihle Zikalala (en) (né en 1973)  | 27 mai 2019     | 10 août 2022       | 3 ans, 2 mois et 14 jours | Congrès national africain   |
| Nomusa Dube-Mncube                                                 | Nomusa Dube-Mncube (en)           | 10 août 2022    | 18 juin 2024       | 1 an, 10 mois et 8 jours  | Congrès national africain   |
| Pas de portrait sous licence libre disponible pour Thami Ntuli.    | Thami Ntuli (en) (né en 1973)     | 18 juin 2024    | En cours           | 11 mois et 15 jours       | Parti Inkatha de la liberté |

| Parti | Parti                                  | Voix      | %     | Sièges |
| ----- | -------------------------------------- | --------- | ----- | ------ |
|       | Umkhonto we Sizwe                      | 1 590 898 | 45,35 | 37     |
|       | Parti Inkatha de la liberté            | 633 762   | 18,07 | 15     |
|       | Congrès national africain              | 595 960   | 16,99 | 14     |
|       | Alliance démocratique                  | 468 515   | 13,36 | 11     |
|       | Combattants pour la liberté économique | 79 211    | 2,26  | 2      |
|       | National Freedom Party                 | 19 548    | 0,56  | 1      |
|       | Autres                                 | 120 161   | 3,41  | 0      |
| Total | Total                                  | 3 508 055 | 100   | 80     |

| Année | ACDP | ANC | ATM | DP/DA | EFF | IFP | MF (en) | MK | NFP | NP/NNP | UDM | Autres |
| ----- | ---- | --- | --- | ----- | --- | --- | ------- | -- | --- | ------ | --- | ------ |
| 1994  | 1    | 26  | —   | 2     | —   | 41  | 1       | —  | —   | 9      | —   | 1      |
| 1999  | 1    | 32  | —   | 7     | —   | 34  | 2       | —  | —   | 3      | 1   | 0      |
| 2004  | 2    | 38  | —   | 7     | —   | 30  | 2       | —  | —   | 0      | 1   | 0      |
| 2009  | 1    | 51  | —   | 7     | —   | 18  | 2       | —  | —   | —      | 0   | 1      |
| 2014  | 0    | 52  | —   | 10    | 2   | 9   | 1       | —  | 6   | —      | 0   | 0      |
| 2019  | 1    | 44  | 1   | 11    | 8   | 13  | 1       | —  | 1   | —      | 0   | 0      |
| 2024  | 0    | 14  | 0   | 11    | 2   | 15  | 0       | 37 | 1   | —      | 0   | 0      |

### Gouvernements municipaux
Lors des élections municipales du 1er mars 2006, l'ANC obtient 46,54 % des suffrages provinciaux contre 38,57 % au Parti Inkatha de la liberté suivi de la DA (8,38 %) et du Minority Front (1,61 %).

## Universités et enseignement supérieur
Lors du recensement de 2001, 22,9 % de la population du KwaZulu-Natal âgée de 20 ans au moins n'ont reçu aucune éducation, et 4,8 % ont bénéficié d'études supérieures.
- Université du KwaZulu-Natal fusion de l'Université de Natal et de l'Université de Durban-Westville
- Institut Technologique de Durban fusion du Technikon ML Sultan et du Technikon Natal
- Technikon Mangosuthu